# Pavés jaunes de Sofia

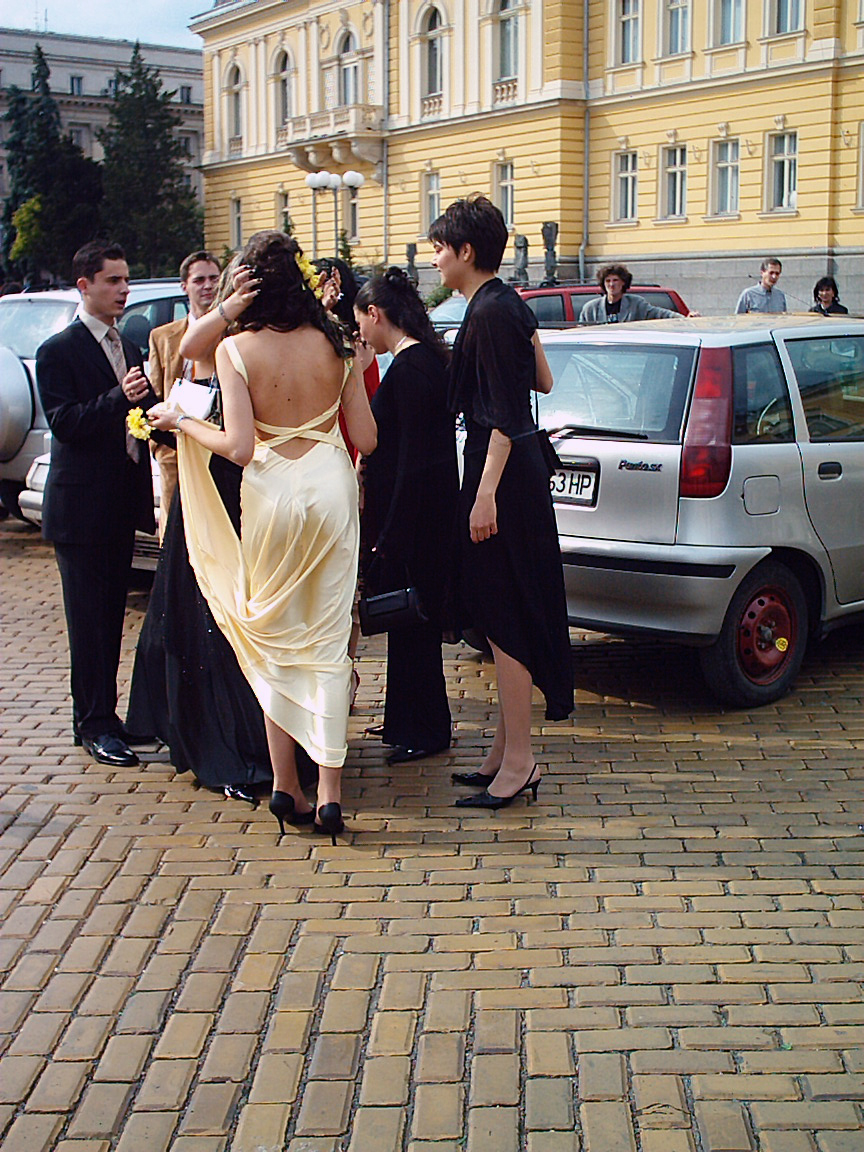
Pavés jaunes devant la Galerie nationale des beaux-arts de Sofia.

Les pavés jaunes sont un type de revêtement de la chaussée typique du centre-ville de Sofia, capitale de la Bulgarie. Ils constituent une "marque déposée" de son ambiance. La pose de pavés de céramique jaune dans les rues de Sofia date du début du XXe siècle.
Les briques furent offertes en 1907 par l’Empereur d’Autriche-Hongrie François-Joseph à son cousin le Prince régnant de Bulgarie Ferdinand Ier de Saxe-Cobourg (1887-1918), devenu tsar des Bulgares un an après.